# Pudu Robotics
Pudu Robotics è un'azienda high-tech cinese che si occupa della progettazione, produzione e vendita di robot per il servizio commerciale. La sede principale dell’azienda si trova nella città di Shenzhen. I prodotti di Pudu Robotics sono utilizzati in ristoranti, caffetterie, ospedali, scuole, uffici, centri commerciali, hotel e fabbriche.

## Storia
Nata nel 2016, con la pandemia di COVID-19, l’azienda ha vissuto una rapida espansione, poiché è aumentata significativamente la domanda di dispositivi in grado di trasportare autonomamente cibo in luoghi pubblici. Nel settembre 2021, l’azienda è riuscita a stabilire una collaborazione con Panasonic.
Oltre alla sede principale a Shenzhen, Pudu dispone di centri di ricerca e sviluppo a Pechino e Chengdu, nonché di filiali e punti di assistenza in oltre 60 città in tutta la Cina. I prodotti dell’azienda sono venduti in oltre 60 paesi.
I robot sviluppati da Pudu si distinguono per l’elevata efficienza. Secondo i dati raccolti nel cloud, un singolo PuduBot è in grado di gestire oltre 300 vassoi al giorno durante il normale flusso di lavoro e fino a 400 nelle ore di punta, mentre un cameriere umano riesce a gestirne circa 200 al giorno. Inoltre, a differenza dei robot autonomi delle generazioni precedenti, i robot Pudu non richiedono l’installazione di marcatori speciali negli ambienti, ma si muovono sulla base di una mappa creata durante una scansione iniziale del terreno che dura alcune ore.
Nel 2020 la società ha ricevuto un investimento di 15 milioni di dollari da parte di Meituan.
Nel 2024 Pudu Robotics presenta PUDO D7, un nuovo robot semi-umanoide basato sull’intelligenza artificiale.

## Prodotti

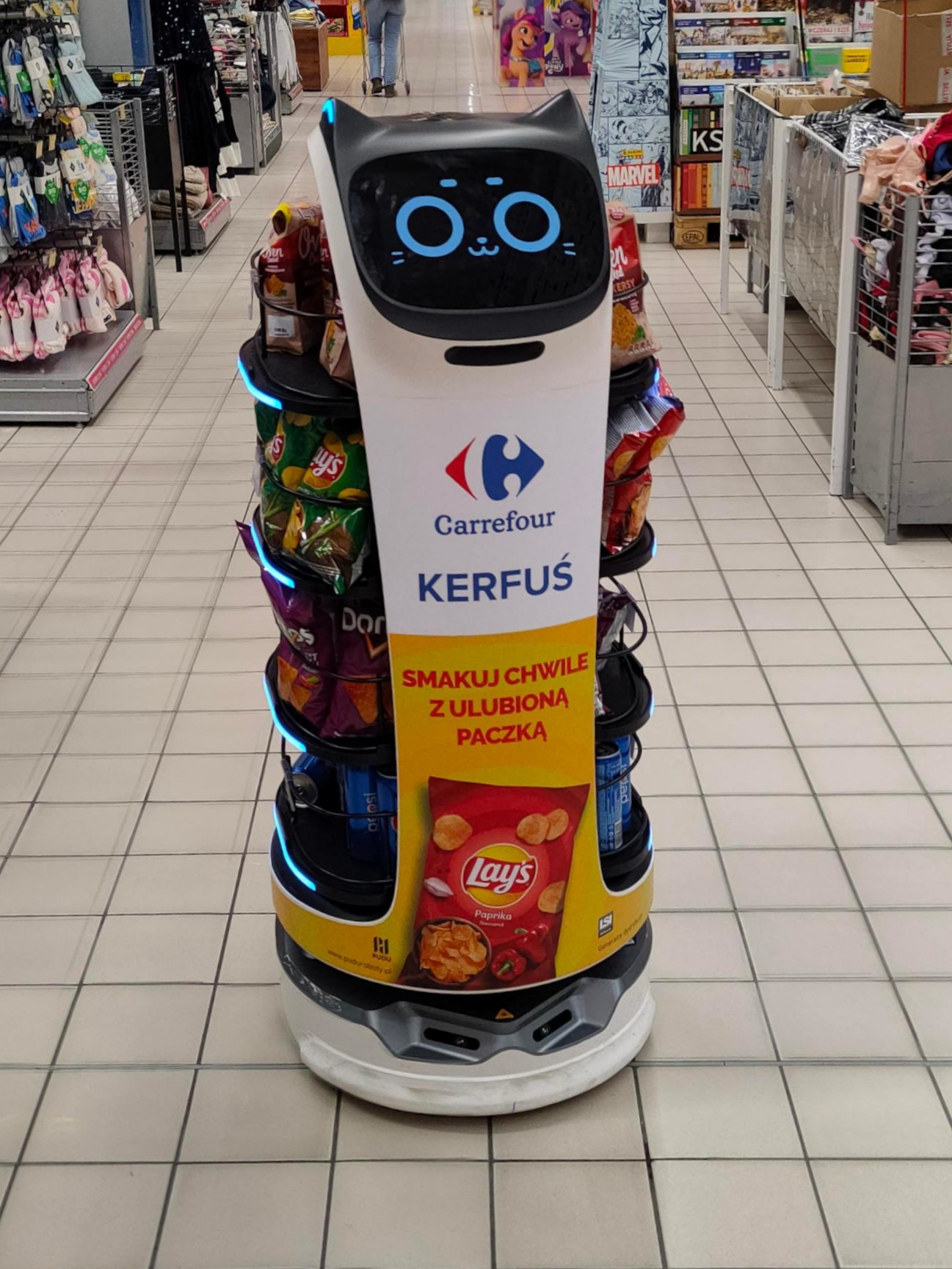
BellaBot in un negozio Carrefour

### Robot per la consegna
- PUDU T300 – impiegato in ambito industriale
- FlashBot Max – impiegato per le consegne
- BellaBot – impiegato in ristoranti come KFC e Pizza Hut oltre ad alcuni Carrefour
- KettyBot
- PuduBot 2
- BellaBot Pro
- PUDU HolaBot – impiegato in ambito ospedaliero

### Robot per la pulizia
- PUDU CC1 – robot per pulizia industriale
- PUDU MT1 – spazzatrice robotica con IA
- PUDU SH1 – lavapavimenti verticale

### Robot umanoidi
- FlashBot Arm
- PUDU D9
- PUDO D7